# Cheongusan
Cheongusan (koreanska: 청우산, Ch’ŏngu-san) är ett berg i Sydkorea.   Det ligger i provinsen Gyeonggi, i den norra delen av landet, 50 km nordost om huvudstaden Seoul. Toppen på Cheongusan är 619 meter över havet, eller 200 meter över den omgivande terrängen. Bredden vid basen är 1,4 km.
Terrängen runt Cheongusan är huvudsakligen kuperad. Runt Cheongusan är det ganska tätbefolkat, med 67 invånare per kvadratkilometer. Närmaste större samhälle är Gapyeong, 10,1 km nordost om Cheongusan. I omgivningarna runt Cheongusan växer i huvudsak blandskog.